# ثلاثي حد نيوتن
في الرياضيات، ثلاثي حد نيوتن (أو ببساطة صيغة الثلاثي)، هي صيغة لنشر ثلاثي مرفوع إلى قوة صحيحة ما. لكل أعداد حقيقية أو عقدية a و b و c، و لكل عدد صحيح طبيعي n، هذه الصيغة تكتب:{\displaystyle (a+b+c)^{n}=\sum _{i+j+k=n}{n \choose i,j,k}a^{i}\cdot b^{j}\cdot c^{k}}
حيث j ،i و k أعداد صحيحة تحقق {\displaystyle i+j+k=n}.
معاملات كل حد تدعى معاملات ثلاثية و هي معطاة ب{\displaystyle {n \choose i,j,k}={\frac {n!}{i!\cdot j!\cdot k!}}}.
هذه الصيغة هي حالة خاصة من نظرية متعددة الحدود عند m=3.